# Danny Vranes
Daniel LaDrew Vranes, detto Danny (Salt Lake City, 4 dicembre 1956), è un ex cestista statunitense, professionista nella NBA e in Italia.
È il cugino di Jeff Judkins.

## Carriera
È stato selezionato dai Seattle SuperSonics al primo giro del Draft NBA 1981 (5ª scelta assoluta).
Con gli Stati Uniti ha disputato i Giochi panamericani di San Juan 1979.

## Statistiche

### NBA

#### Regular Season
| Anno      | Squadra            | PG  | PT  | MP   | TC%  | 3P%  | TL%  | RP  | AP  | PRP | SP  | PP  |
| --------- | ------------------ | --- | --- | ---- | ---- | ---- | ---- | --- | --- | --- | --- | --- |
| 1981-1982 | Seattle S.Sonics   | 77  | 1   | 14,0 | 54,6 | 0,0  | 60,1 | 2,6 | 0,7 | 0,4 | 0,3 | 4,9 |
| 1982-1983 | Seattle S.Sonics   | 82  | 73  | 25,0 | 52,7 | 0,0  | 55,0 | 5,2 | 1,5 | 0,6 | 0,6 | 6,9 |
| 1983-1984 | Seattle S.Sonics   | 80  | 72  | 27,2 | 52,1 | 0,0  | 64,8 | 4,9 | 1,7 | 0,6 | 0,7 | 8,4 |
| 1984-1985 | Seattle S.Sonics   | 76  | 70  | 28,5 | 46,3 | 25,0 | 52,8 | 5,7 | 2,0 | 1,0 | 0,8 | 5,8 |
| 1985-1986 | Seattle S.Sonics   | 80  | 19  | 19,6 | 46,1 | 0,0  | 52,0 | 3,5 | 0,9 | 0,8 | 0,4 | 3,8 |
| 1986-1987 | Philadelphia 76ers | 58  | 6   | 14,1 | 42,8 | 20,0 | 46,7 | 2,5 | 0,5 | 0,6 | 0,4 | 2,4 |
| 1987-1988 | Philadelphia 76ers | 57  | 5   | 13,5 | 43,8 | 0,0  | 42,9 | 2,1 | 0,6 | 0,5 | 0,6 | 2,1 |
| Carriera  | Carriera           | 510 | 246 | 20,8 | 49,6 | 10,5 | 57,0 | 3,9 | 1,2 | 0,7 | 0,5 | 5,1 |

#### Playoffs
| Anno     | Squadra            | PG | PT | MP   | TC%  | 3P% | TL%  | RP  | AP  | PRP | SP  | PP  |
| -------- | ------------------ | -- | -- | ---- | ---- | --- | ---- | --- | --- | --- | --- | --- |
| 1982     | Seattle S.Sonics   | 6  | -  | 4,8  | 20,0 | -   | 50,0 | 0,3 | 0,0 | 0,2 | 0,0 | 0,5 |
| 1983     | Seattle S.Sonics   | 2  | -  | 28,0 | 35,3 | -   | -    | 9,5 | 0,5 | 0,0 | 0,5 | 6,0 |
| 1984     | Seattle S.Sonics   | 5  | -  | 29,4 | 41,0 | 0,0 | 57,1 | 7,6 | 2,2 | 0,6 | 1,2 | 7,2 |
| 1987     | Philadelphia 76ers | 2  | 0  | 1,5  | -    | -   | -    | 1,5 | 0,0 | 0,0 | 0,0 | 0,0 |
| Carriera | Carriera           | 15 | 0  | 15,7 | 37,7 | 0,0 | 55,6 | 4,1 | 0,8 | 0,3 | 0,5 | 3,4 |

## Palmarès
- McDonald's All-American Game (1977)
- NCAA AP All-America Second Team (1981)
- NBA All-Defensive Second Team (1985)